# Корчемний Рем Михайлович
Рем Миха́йлович Корче́мний (Ремі Корчемни) (23 червня 1932, Одеса) — заслужений тренер УРСР з легкої атлетики.

## Біографія
Народився 23 червня 1932 року в Одесі.
Закінчив Військовий інститут фізичної культури і спорту в Ленінграді, а в 1959 році – факультет фізичного виховання і спорту Одеського державного педагогічного інституту імені К. Д. Ушинського.
Призваний до лав Червоної армії інженером, він познайомився з легкою атлетикою та став тренером у 1957 році.
За час роботи в СРСР відомий наставник устиг виховати кількох переможців та призерів чемпіонату СРСР Миколу Трусова (спринт), Михайла Семенцова (400 м з/б), Тамару Галку (висота) та учасника Олімпійських ігор 1968 Володимира Носенка (400 м).
Його найвідомішим учнем-спринтером був Валерій Борзов, який виграв золоті олімпійські медалі 1972 року в Мюнхені в бігу на 100 і 200 метрів. Однак є певна суперечка щодо того, скільки насправді Корчемний працював з Борзовим.
У 1974 році Рем Михайлович емігрував до США й усі подальші його успіхи пов'язані з роботою з іноземними легкоатлетами.
У різний час працював старшим тренером з легкої атлетики NY Pratt Institute, Stanford University і збірної Збройних Сил США. На початку 2000-х став фігурантом допінгового скандалу, пов'язаного з компанією BALCO. Він був першим тренером, якого Антидопінгове агентство США притягнуло до дисциплінарної відповідальності.
Зараз живе і працює в передмісті Сан-Франциско Кастро-Веллі (Каліфорнія).
З 2008 року в Одесі проводиться щорічно фестиваль легкої атлетики на призи Рема Корчемного. Під час змагань Рем Михайлович проводить майстер-клас для спортсменів та їхніх наставників.
У 2013 році засновник BALCO Віктор Конте залучив Корчемного до тренувань боксерів, з якими він працював, таких як Амір Хан, Ноніто Донайре-молодший, Андре Ворд та Карім Мейфілд. У 2019 році він тренував професійного боксера Майкі Гарсію, який боровся за титул чемпіона IBF у напівсередній вазі проти Еррола Спенса-молодшого.

## Відомі вихованці
- Ґрейс Джексон-Смол (Ямайка, спринт) — срібний призер Олімпійських ігор 1988, володарка другого результату в історії на дистанції 200 м (21,72).
- Дуейн Чемберс (Великобританія, спринт) — переможець чемпіонату Європи-2009 у залі (60 м — 6,46), срібний призер чемпіонату світу-2008 у залі (60 м — 6,54), фіналіст чемпіонату світу-2009 (10,00 — 6-те). Став першим спортсменом у світі, що попався на застосуванні стероїду THG.[3]
- Деллорін Енніс-Лондон (Ямайка, 100 м с/б) — срібний призер чемпіонату світу-2005 (12,76), бронзовий призер чемпіонату світу 2007 (12,50) та 2009 (12,55).
- Крісте Гейнс (США, спринт) — переможниця фіналу Гран-Прі-2003 (100 м — 10,86), фіналістка чемпіонату світу-2001 (100 м — 11,06 — 4-те місце), фіналістка Олімпійських ігор-2008 (5,6
- Ерік Томас (США, 400 м з/б).

## Нагороди
- Звання "Заслужений тренер Української РСР" (1967р.)